# 1264
Portal Geschichte | Portal Biografien | Aktuelle Ereignisse | Jahreskalender | Tagesartikel

◄ |
12. Jahrhundert |
13. Jahrhundert
| 14. Jahrhundert | ►

◄ |
1230er |
1240er |
1250er |
1260er
| 1270er | 1280er | 1290er | ►

◄◄ |
◄ |
1260 |
1261 |
1262 |
1263 |
1264
| 1265 | 1266 | 1267 | 1268 | ► | ►►
Staatsoberhäupter  · Nekrolog
| Januar | Januar | Januar | Januar | Januar | Januar | Januar | Januar |
| Kw     | Mo     | Di     | Mi     | Do     | Fr     | Sa     | So     |
| ------ | ------ | ------ | ------ | ------ | ------ | ------ | ------ |
| 1      |        | 1      | 2      | 3      | 4      | 5      | 6      |
| 2      | 7      | 8      | 9      | 10     | 11     | 12     | 13     |
| 3      | 14     | 15     | 16     | 17     | 18     | 19     | 20     |
| 4      | 21     | 22     | 23     | 24     | 25     | 26     | 27     |
| 5      | 28     | 29     | 30     | 31     |        |        |        |

| Februar | Februar | Februar | Februar | Februar | Februar | Februar | Februar |
| Kw      | Mo      | Di      | Mi      | Do      | Fr      | Sa      | So      |
| ------- | ------- | ------- | ------- | ------- | ------- | ------- | ------- |
| 5       |         |         |         |         | 1       | 2       | 3       |
| 6       | 4       | 5       | 6       | 7       | 8       | 9       | 10      |
| 7       | 11      | 12      | 13      | 14      | 15      | 16      | 17      |
| 8       | 18      | 19      | 20      | 21      | 22      | 23      | 24      |
| 9       | 25      | 26      | 27      | 28      | 29      |         |         |

| März | März | März | März | März | März | März | März |
| Kw   | Mo   | Di   | Mi   | Do   | Fr   | Sa   | So   |
| ---- | ---- | ---- | ---- | ---- | ---- | ---- | ---- |
| 9    |      |      |      |      |      | 1    | 2    |
| 10   | 3    | 4    | 5    | 6    | 7    | 8    | 9    |
| 11   | 10   | 11   | 12   | 13   | 14   | 15   | 16   |
| 12   | 17   | 18   | 19   | 20   | 21   | 22   | 23   |
| 13   | 24   | 25   | 26   | 27   | 28   | 29   | 30   |
| 14   | 31   |      |      |      |      |      |      |

| April | April | April | April | April | April | April | April |
| Kw    | Mo    | Di    | Mi    | Do    | Fr    | Sa    | So    |
| ----- | ----- | ----- | ----- | ----- | ----- | ----- | ----- |
| 14    |       | 1     | 2     | 3     | 4     | 5     | 6     |
| 15    | 7     | 8     | 9     | 10    | 11    | 12    | 13    |
| 16    | 14    | 15    | 16    | 17    | 18    | 19    | 20    |
| 17    | 21    | 22    | 23    | 24    | 25    | 26    | 27    |
| 18    | 28    | 29    | 30    |       |       |       |       |

| Mai | Mai | Mai | Mai | Mai | Mai | Mai | Mai |
| Kw  | Mo  | Di  | Mi  | Do  | Fr  | Sa  | So  |
| --- | --- | --- | --- | --- | --- | --- | --- |
| 18  |     |     |     | 1   | 2   | 3   | 4   |
| 19  | 5   | 6   | 7   | 8   | 9   | 10  | 11  |
| 20  | 12  | 13  | 14  | 15  | 16  | 17  | 18  |
| 21  | 19  | 20  | 21  | 22  | 23  | 24  | 25  |
| 22  | 26  | 27  | 28  | 29  | 30  | 31  |     |

| Juni | Juni | Juni | Juni | Juni | Juni | Juni | Juni |
| Kw   | Mo   | Di   | Mi   | Do   | Fr   | Sa   | So   |
| ---- | ---- | ---- | ---- | ---- | ---- | ---- | ---- |
| 22   |      |      |      |      |      |      | 1    |
| 23   | 2    | 3    | 4    | 5    | 6    | 7    | 8    |
| 24   | 9    | 10   | 11   | 12   | 13   | 14   | 15   |
| 25   | 16   | 17   | 18   | 19   | 20   | 21   | 22   |
| 26   | 23   | 24   | 25   | 26   | 27   | 28   | 29   |
| 27   | 30   |      |      |      |      |      |      |

| Juli | Juli | Juli | Juli | Juli | Juli | Juli | Juli |
| Kw   | Mo   | Di   | Mi   | Do   | Fr   | Sa   | So   |
| ---- | ---- | ---- | ---- | ---- | ---- | ---- | ---- |
| 27   |      | 1    | 2    | 3    | 4    | 5    | 6    |
| 28   | 7    | 8    | 9    | 10   | 11   | 12   | 13   |
| 29   | 14   | 15   | 16   | 17   | 18   | 19   | 20   |
| 30   | 21   | 22   | 23   | 24   | 25   | 26   | 27   |
| 31   | 28   | 29   | 30   | 31   |      |      |      |

| August | August | August | August | August | August | August | August |
| Kw     | Mo     | Di     | Mi     | Do     | Fr     | Sa     | So     |
| ------ | ------ | ------ | ------ | ------ | ------ | ------ | ------ |
| 31     |        |        |        |        | 1      | 2      | 3      |
| 32     | 4      | 5      | 6      | 7      | 8      | 9      | 10     |
| 33     | 11     | 12     | 13     | 14     | 15     | 16     | 17     |
| 34     | 18     | 19     | 20     | 21     | 22     | 23     | 24     |
| 35     | 25     | 26     | 27     | 28     | 29     | 30     | 31     |

| September | September | September | September | September | September | September | September |
| Kw        | Mo        | Di        | Mi        | Do        | Fr        | Sa        | So        |
| --------- | --------- | --------- | --------- | --------- | --------- | --------- | --------- |
| 36        | 1         | 2         | 3         | 4         | 5         | 6         | 7         |
| 37        | 8         | 9         | 10        | 11        | 12        | 13        | 14        |
| 38        | 15        | 16        | 17        | 18        | 19        | 20        | 21        |
| 39        | 22        | 23        | 24        | 25        | 26        | 27        | 28        |
| 40        | 29        | 30        |           |           |           |           |           |

| Oktober | Oktober | Oktober | Oktober | Oktober | Oktober | Oktober | Oktober |
| Kw      | Mo      | Di      | Mi      | Do      | Fr      | Sa      | So      |
| ------- | ------- | ------- | ------- | ------- | ------- | ------- | ------- |
| 40      |         |         | 1       | 2       | 3       | 4       | 5       |
| 41      | 6       | 7       | 8       | 9       | 10      | 11      | 12      |
| 42      | 13      | 14      | 15      | 16      | 17      | 18      | 19      |
| 43      | 20      | 21      | 22      | 23      | 24      | 25      | 26      |
| 44      | 27      | 28      | 29      | 30      | 31      |         |         |

| November | November | November | November | November | November | November | November |
| Kw       | Mo       | Di       | Mi       | Do       | Fr       | Sa       | So       |
| -------- | -------- | -------- | -------- | -------- | -------- | -------- | -------- |
| 44       |          |          |          |          |          | 1        | 2        |
| 45       | 3        | 4        | 5        | 6        | 7        | 8        | 9        |
| 46       | 10       | 11       | 12       | 13       | 14       | 15       | 16       |
| 47       | 17       | 18       | 19       | 20       | 21       | 22       | 23       |
| 48       | 24       | 25       | 26       | 27       | 28       | 29       | 30       |

| Dezember | Dezember | Dezember | Dezember | Dezember | Dezember | Dezember | Dezember |
| Kw       | Mo       | Di       | Mi       | Do       | Fr       | Sa       | So       |
| -------- | -------- | -------- | -------- | -------- | -------- | -------- | -------- |
| 49       | 1        | 2        | 3        | 4        | 5        | 6        | 7        |
| 50       | 8        | 9        | 10       | 11       | 12       | 13       | 14       |
| 51       | 15       | 16       | 17       | 18       | 19       | 20       | 21       |
| 52       | 22       | 23       | 24       | 25       | 26       | 27       | 28       |
| 1        | 29       | 30       | 31       |          |          |          |          |

| Januar | Januar | Januar | Januar | Januar | Januar | Januar | Januar |
| Kw     | Mo     | Di     | Mi     | Do     | Fr     | Sa     | So     |
| ------ | ------ | ------ | ------ | ------ | ------ | ------ | ------ |
| 1      |        | 1      | 2      | 3      | 4      | 5      | 6      |
| 2      | 7      | 8      | 9      | 10     | 11     | 12     | 13     |
| 3      | 14     | 15     | 16     | 17     | 18     | 19     | 20     |
| 4      | 21     | 22     | 23     | 24     | 25     | 26     | 27     |
| 5      | 28     | 29     | 30     | 31     |        |        |        |

| Februar | Februar | Februar | Februar | Februar | Februar | Februar | Februar |
| Kw      | Mo      | Di      | Mi      | Do      | Fr      | Sa      | So      |
| ------- | ------- | ------- | ------- | ------- | ------- | ------- | ------- |
| 5       |         |         |         |         | 1       | 2       | 3       |
| 6       | 4       | 5       | 6       | 7       | 8       | 9       | 10      |
| 7       | 11      | 12      | 13      | 14      | 15      | 16      | 17      |
| 8       | 18      | 19      | 20      | 21      | 22      | 23      | 24      |
| 9       | 25      | 26      | 27      | 28      | 29      |         |         |

| März | März | März | März | März | März | März | März |
| Kw   | Mo   | Di   | Mi   | Do   | Fr   | Sa   | So   |
| ---- | ---- | ---- | ---- | ---- | ---- | ---- | ---- |
| 9    |      |      |      |      |      | 1    | 2    |
| 10   | 3    | 4    | 5    | 6    | 7    | 8    | 9    |
| 11   | 10   | 11   | 12   | 13   | 14   | 15   | 16   |
| 12   | 17   | 18   | 19   | 20   | 21   | 22   | 23   |
| 13   | 24   | 25   | 26   | 27   | 28   | 29   | 30   |
| 14   | 31   |      |      |      |      |      |      |

| April | April | April | April | April | April | April | April |
| Kw    | Mo    | Di    | Mi    | Do    | Fr    | Sa    | So    |
| ----- | ----- | ----- | ----- | ----- | ----- | ----- | ----- |
| 14    |       | 1     | 2     | 3     | 4     | 5     | 6     |
| 15    | 7     | 8     | 9     | 10    | 11    | 12    | 13    |
| 16    | 14    | 15    | 16    | 17    | 18    | 19    | 20    |
| 17    | 21    | 22    | 23    | 24    | 25    | 26    | 27    |
| 18    | 28    | 29    | 30    |       |       |       |       |

| Mai | Mai | Mai | Mai | Mai | Mai | Mai | Mai |
| Kw  | Mo  | Di  | Mi  | Do  | Fr  | Sa  | So  |
| --- | --- | --- | --- | --- | --- | --- | --- |
| 18  |     |     |     | 1   | 2   | 3   | 4   |
| 19  | 5   | 6   | 7   | 8   | 9   | 10  | 11  |
| 20  | 12  | 13  | 14  | 15  | 16  | 17  | 18  |
| 21  | 19  | 20  | 21  | 22  | 23  | 24  | 25  |
| 22  | 26  | 27  | 28  | 29  | 30  | 31  |     |

| Juni | Juni | Juni | Juni | Juni | Juni | Juni | Juni |
| Kw   | Mo   | Di   | Mi   | Do   | Fr   | Sa   | So   |
| ---- | ---- | ---- | ---- | ---- | ---- | ---- | ---- |
| 22   |      |      |      |      |      |      | 1    |
| 23   | 2    | 3    | 4    | 5    | 6    | 7    | 8    |
| 24   | 9    | 10   | 11   | 12   | 13   | 14   | 15   |
| 25   | 16   | 17   | 18   | 19   | 20   | 21   | 22   |
| 26   | 23   | 24   | 25   | 26   | 27   | 28   | 29   |
| 27   | 30   |      |      |      |      |      |      |

| Juli | Juli | Juli | Juli | Juli | Juli | Juli | Juli |
| Kw   | Mo   | Di   | Mi   | Do   | Fr   | Sa   | So   |
| ---- | ---- | ---- | ---- | ---- | ---- | ---- | ---- |
| 27   |      | 1    | 2    | 3    | 4    | 5    | 6    |
| 28   | 7    | 8    | 9    | 10   | 11   | 12   | 13   |
| 29   | 14   | 15   | 16   | 17   | 18   | 19   | 20   |
| 30   | 21   | 22   | 23   | 24   | 25   | 26   | 27   |
| 31   | 28   | 29   | 30   | 31   |      |      |      |

| August | August | August | August | August | August | August | August |
| Kw     | Mo     | Di     | Mi     | Do     | Fr     | Sa     | So     |
| ------ | ------ | ------ | ------ | ------ | ------ | ------ | ------ |
| 31     |        |        |        |        | 1      | 2      | 3      |
| 32     | 4      | 5      | 6      | 7      | 8      | 9      | 10     |
| 33     | 11     | 12     | 13     | 14     | 15     | 16     | 17     |
| 34     | 18     | 19     | 20     | 21     | 22     | 23     | 24     |
| 35     | 25     | 26     | 27     | 28     | 29     | 30     | 31     |

| September | September | September | September | September | September | September | September |
| Kw        | Mo        | Di        | Mi        | Do        | Fr        | Sa        | So        |
| --------- | --------- | --------- | --------- | --------- | --------- | --------- | --------- |
| 36        | 1         | 2         | 3         | 4         | 5         | 6         | 7         |
| 37        | 8         | 9         | 10        | 11        | 12        | 13        | 14        |
| 38        | 15        | 16        | 17        | 18        | 19        | 20        | 21        |
| 39        | 22        | 23        | 24        | 25        | 26        | 27        | 28        |
| 40        | 29        | 30        |           |           |           |           |           |

| Oktober | Oktober | Oktober | Oktober | Oktober | Oktober | Oktober | Oktober |
| Kw      | Mo      | Di      | Mi      | Do      | Fr      | Sa      | So      |
| ------- | ------- | ------- | ------- | ------- | ------- | ------- | ------- |
| 40      |         |         | 1       | 2       | 3       | 4       | 5       |
| 41      | 6       | 7       | 8       | 9       | 10      | 11      | 12      |
| 42      | 13      | 14      | 15      | 16      | 17      | 18      | 19      |
| 43      | 20      | 21      | 22      | 23      | 24      | 25      | 26      |
| 44      | 27      | 28      | 29      | 30      | 31      |         |         |

| November | November | November | November | November | November | November | November |
| Kw       | Mo       | Di       | Mi       | Do       | Fr       | Sa       | So       |
| -------- | -------- | -------- | -------- | -------- | -------- | -------- | -------- |
| 44       |          |          |          |          |          | 1        | 2        |
| 45       | 3        | 4        | 5        | 6        | 7        | 8        | 9        |
| 46       | 10       | 11       | 12       | 13       | 14       | 15       | 16       |
| 47       | 17       | 18       | 19       | 20       | 21       | 22       | 23       |
| 48       | 24       | 25       | 26       | 27       | 28       | 29       | 30       |

| Dezember | Dezember | Dezember | Dezember | Dezember | Dezember | Dezember | Dezember |
| Kw       | Mo       | Di       | Mi       | Do       | Fr       | Sa       | So       |
| -------- | -------- | -------- | -------- | -------- | -------- | -------- | -------- |
| 49       | 1        | 2        | 3        | 4        | 5        | 6        | 7        |
| 50       | 8        | 9        | 10       | 11       | 12       | 13       | 14       |
| 51       | 15       | 16       | 17       | 18       | 19       | 20       | 21       |
| 52       | 22       | 23       | 24       | 25       | 26       | 27       | 28       |
| 1        | 29       | 30       | 31       |          |          |          |          |

## Ereignisse

### Politik und Weltgeschehen

#### Zweiter Krieg der Barone in England

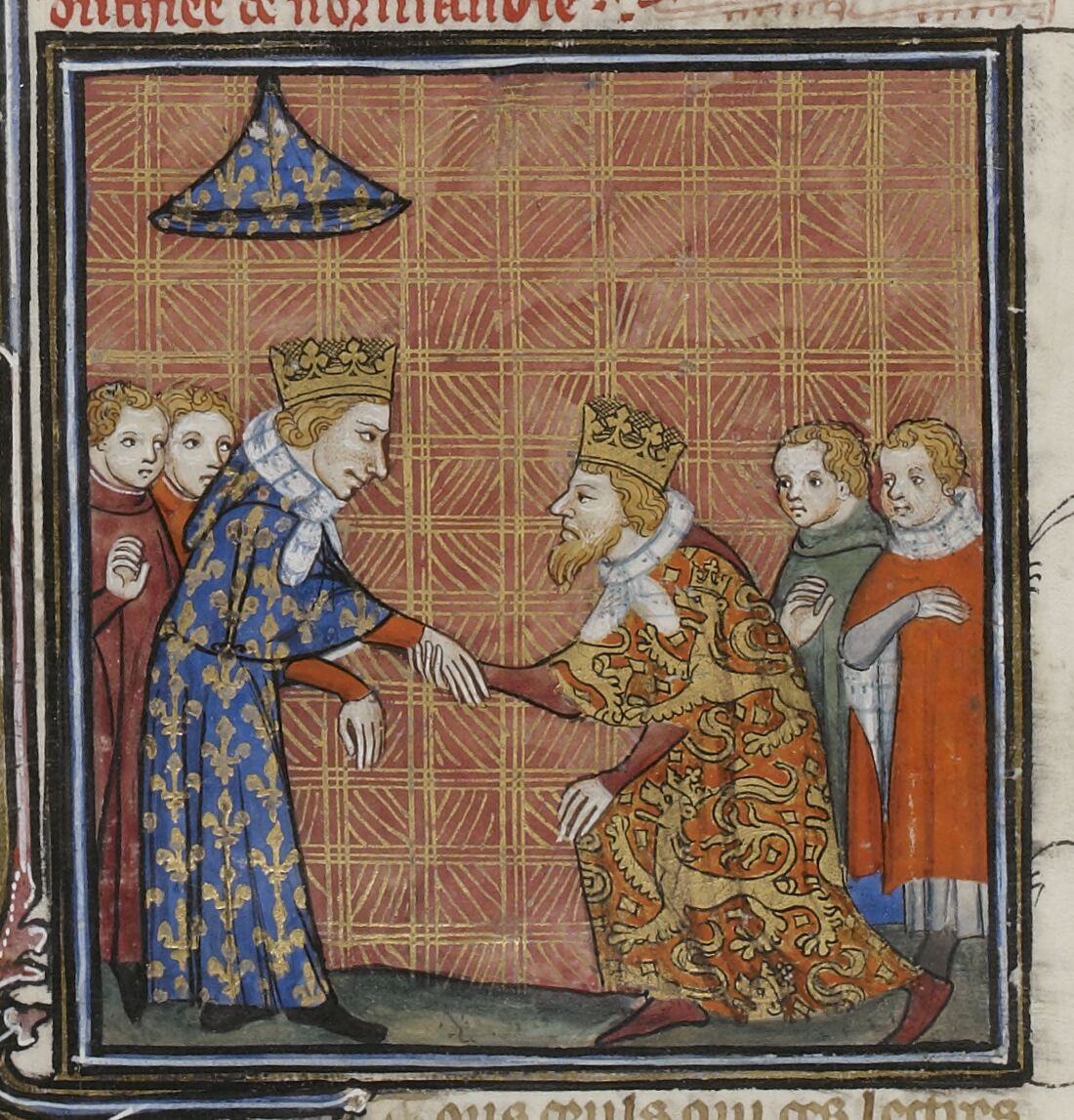
Heinrich III. unterwirft sich dem Schiedsspruch von Ludwig IX.

- 23. Januar: Mit dem Mise of Amiens entscheidet der französische König Ludwig IX. auf Ersuchen der Streitparteien im Verfassungskonflikt zwischen König Heinrich III. von England und der Opposition englischer Barone um Simon de Montfort, 6. Earl of Leicester. Die Barone werden dabei von Simons Sohn Henry de Montfort vertreten. Ludwig urteilt im Sinne von König Heinrich und erklärt alle dem König abgenötigen Verträge für nichtig. Verträge, die vor 1258 geschlossen wurden, wie die Magna Charta, sind von dem Urteil jedoch nicht betroffen. Die Barone weigern sich, den Schiedsspruch anzuerkennen und rufen neuerlich zum Krieg gegen Heinrich auf.
- 14. Februar: Heinrich kehrt nach England zurück und stellt binnen dreier Wochen eine Armee auf. Die ersten Kämpfe ab April verlaufen erfolgreich für den König und seinen Sohn Edward. Mit Unterstützung der Marcher Lords erobern sie mehrere Burgen der aufständischen Barone.
- 07. April: Die königlichen Truppen erobern die Stadt Northampton und Northampton Castle, wobei Simon de Montfort der Jüngere in Gefangenschaft gerät. Anschließend erobern sie Nottingham und Leicester.
- 18. April: Gilbert de Clare, der bislang in Tonbridge Castle die Entwicklung abgewartet hat, belagert zusammen mit Montfort Rochester Castle.

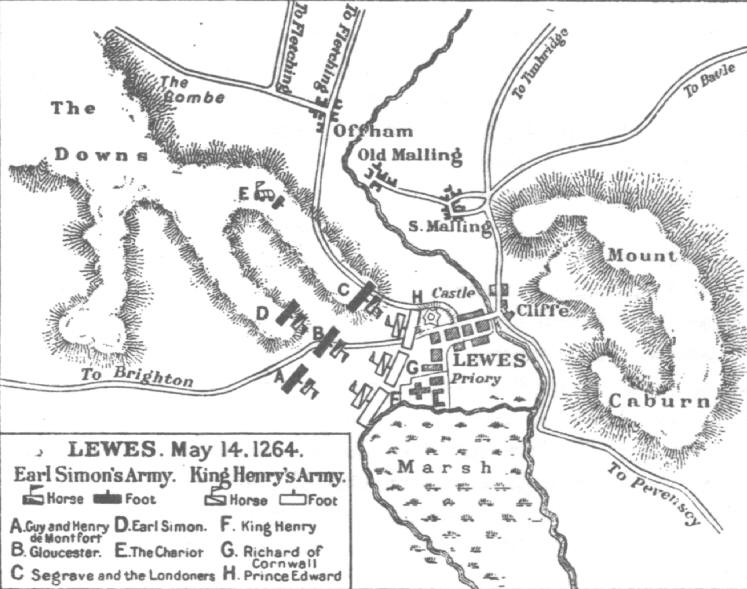
Schlacht von Lewes

- 14. Mai: Heinrich III. und sein Sohn Edward werden von der Opposition der Barone unter Führung von Simon V. de Montfort in der Schlacht von Lewes gefangen genommen. Der König verzichtet auf weiteren Widerstand und akzeptiert am folgenden Tag Montforts Mise of Lewes. Danach erkennt Heinrich die Provisions of Oxford wieder an, wobei Montfort ihm Nachverhandlungen über strittige Punkte zugesteht.
- 23. Juni: Ein von Simon de Montfort einberufenes Parlament beschließt eine umfassende Änderung der Regierung: Anstatt des 15-köpfigen Staatsrats wird ein dreiköpfiger Ausschuss gebildet, dem Montfort, Gilbert de Clare sowie Bischof Stephen Bersted von Chichester angehören. Dieser Ausschuss soll einen neunköpfigen Staatsrat wählen, der den König beraten soll. Die eigentliche Macht liegt jedoch beim dreiköpfigen Ausschuss. Dem König bleibt nur noch symbolische Macht.
- 25. August: De Montfort schließt einen Waffenstillstand mit den Marcher Lords. Doch zahlreiche Anhänger des Königs führen den Kampf fort.
- 14. Dezember: Simon de Montfort beruft für den 20. Januar De Montfort’s Parliament ein, an dem nicht nur Barone und Bischöfe, sondern erstmals auch Vertreter der Ritter und der Städte teilnehmen.

#### Schottland / Norwegen
- Nach dem verlorenen Feldzug gegen Schottland verliert der norwegische König Magnus VI. die westschottischen Inseln an den schottischen König Alexander III.

#### Irland
- 18. Juni: In Castledermot findet die erste belegte Versammlung des Parliament of Ireland statt.

#### Heiliges Römisches Reich

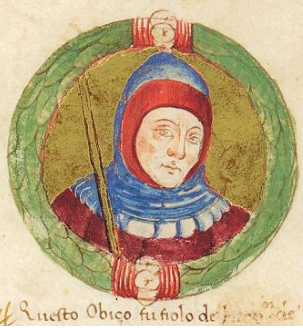
Obizzo II. d’Este

- 16. Februar: Obizzo II. d’Este wird nach dem Tod seines Großvaters Azzo VII. d’Este Stadtherr von Ferrara.
- 12. Oktober: Rostock erwirbt den Seehafen bei Warnemünde.
- Die Gegend des heutigen Oberösterreich wird erstmals unter dem Namen Austria superior erwähnt, als Ottokar Přemysl die Verwaltung der ehemals babenbergischen Lande neu organisiert.
- Nach dem Aussterben der Kyburger im Mannesstamm fällt die Grafschaft Kyburg an die Habsburger. Graf Rudolf von Habsburg behauptet das Erbe gegen Ansprüche des Grafen Peter von Savoyen. Die Städte Winterthur, Diessenhofen, Frauenfeld und Freiburg im Üchtland sowie die Grafschaft Thurgau kommen dadurch in seinen Besitz.
- Der Thüringische Erbfolgekrieg, der 1247 begonnen hat, ist durch den im Vorjahr geschlossenen Langsdorfer Frieden beendet. Als Folge davon wird Hessen eigenständige Landgrafschaft unter der Herrschaft von Heinrich I., dem Sohn der Sophie von Brabant. Heinrich III. von Meißen erhält die bestehende Landgrafschaft Thüringen.
- Der Fuldaer Fürstabt Bertho II. von Leibolz lässt die als Raubritternest bekannte Burg Blankenwald erstürmen und schleifen.

#### Osteuropa

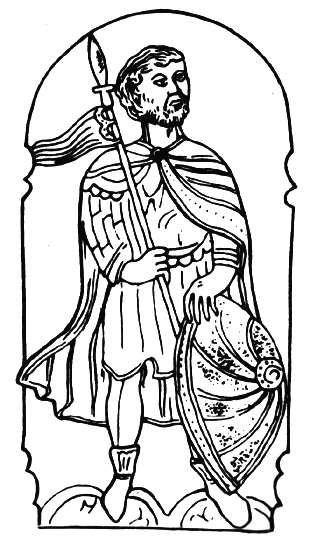
Vaišelga

- Anfang des Jahres: Vaišelga, der bislang als orthodoxer Mönch gelebt hat, wird Großfürst von Litauen als Nachfolger seines im Vorjahr ermordeten Vaters Mindaugas I. Er nimmt den Kampf mit den Mördern seines Vaters, Treniota und Daumantas auf. Treniota wird bereits im Frühjahr von Gegnern ermordet.
- 8. September: Herzog Bolesław VI. der Fromme von Großpolen erlässt das Statut von Kalisch, das die Stellung der Juden in Polen definiert und die Grundlage für deren relativ autonome Existenz bildet. Mit dem Statut werden unter anderem Strafen für die Schändung von jüdischen Friedhöfen und Synagogen angedroht. Das Statut enthält Vorschriften zur Bestrafung jener, die Juden des Ritualmordes beschuldigen. Es regelt die Grundsätze der Handelstätigkeit durch die Juden und sichert ihnen die Unantastbarkeit des Lebens und des Besitzes zu. Die über Jahrhunderte wirkende Schutzfunktion führt – trotz immer wieder aufflammenden Ritualmordpogromen – zu einer beträchtlichen Zunahme der jüdischen Bevölkerung in Polen.
- Jaroslaw III. Jaroslawitsch, Sohn Jaroslaws II. aus dem Geschlecht der Rurikiden, wird Großfürst von Twer und Wladimir. Er folgt seinem im Vorjahr verstorbenen älteren Bruder Alexander Newski auf den Großfürstenstuhl. Alexanders Sohn Dimitri ist zuvor aus der wichtigen Handelsstadt Nowgorod vertrieben worden. Die Anerkennung Jaroslaws durch die dortige Stadtbevölkerung bedeutet zugleich seine Durchsetzung als Großfürst.

#### Kreuzfahrerstaaten

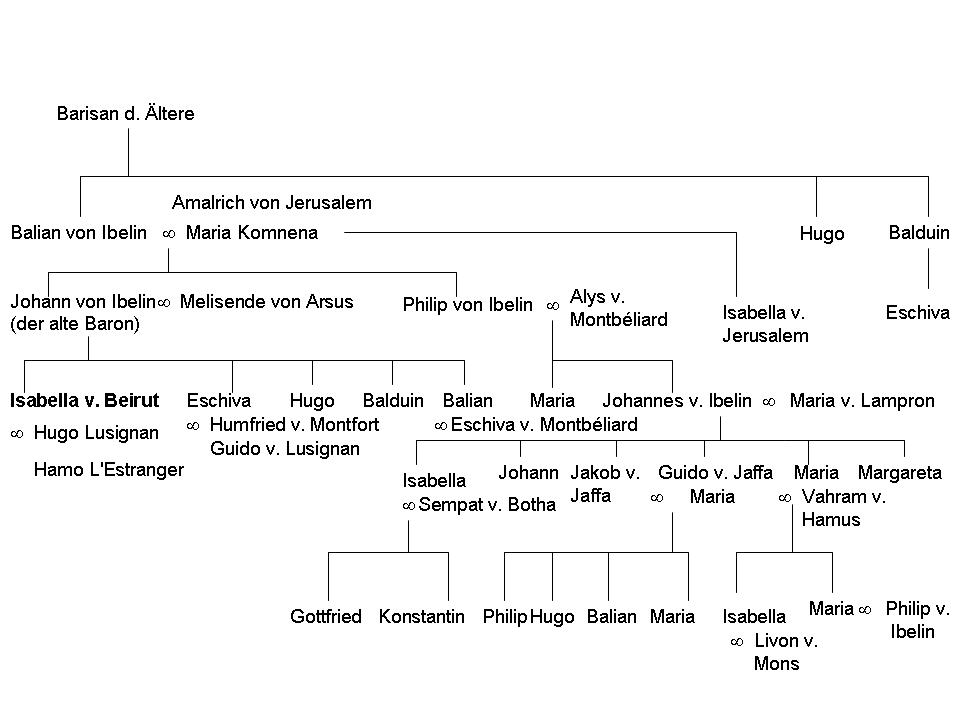
Stammbaum der Isabella von Beirut

- Nach dem Tod ihres Vaters Johann II. wird Isabella aus der Adelsfamilie Ibelin Herrin von Beirut.

#### Zentral- und Ostasien
- Nach vierjährigem Bruderkrieg muss der von den traditionell eingestellten Stammesfürsten unterstützte Arigkbugha Khan gegen Kublai Khan im Kampf um das Khaganat im Mongolenreich kapitulieren. Er wird in einer Reichsversammlung angeklagt, dort aber freigesprochen.
- Juli: Der eng mit dem neuen Großkhan verbündete, jedoch eigenständig in seinem Namen in Maragha regierende Ilchan Hülegü beruft eine Versammlung (Kuriltai) in seinem Feldlager bei Täbris ein, bei der auch seine Vasallen König David VII. von Georgien, König Hethum I. von Armenien und Fürst Bohemund VI. von Antiochia anwesend sind. Dabei setzt er eigene Verwaltungsbeamte wie Finanzminister Sams ed Din Gowaini und Hofastrologen Nasir al-Din Tusi ein. Bei dieser Gelegenheit erhalten die beiden venezianischen Kaufleute Niccolò und Maffeo Polo, die seit 1261 in Buchara im Tschagatai-Khanat festsitzen, durch einen Boten Hülegüs eine Einladung an den Hof Kublai Khans.
- Ahmad Fanakati wird Finanzminister im Reich Kublai Khans.

Song Duzong

- Der chinesische Kaiser Song Lizong stirbt kinderlos und wird von seinem Neffen Song Duzong beerbt, der damit die Song-Dynastie in China fortführt. Seine Regierungszeit ist vom Abwehrkampf gegen die Mongolen geprägt, wobei er die Regierungsgeschäfte weitgehend seinem Kanzler Jia Sidao überlässt. Dieser verfügt umfangreiche Landenteignungen, um das Heer zu finanzieren, lässt aber auch regelmäßig Rechnungsprüfungen bei Heerführern durchführen, womit er sich sowohl in der Bevölkerung als auch bei den Generälen unbeliebt macht.

#### Stadtrechte und urkundliche Ersterwähnungen
- 22. Juni: Winterthur erhält vom Grafen von Habsburg, dem späteren römisch-deutschen König Rudolf I., das Stadtrecht verliehen, worin auch das Marktrecht enthalten ist.
- 03. November: Der spätere Berliner Bezirk Schöneberg wird zum ersten Mal erwähnt.
- 05. November: Das Dorf Waldbach (heute in Baden-Württemberg) findet seine erste urkundliche Erwähnung.
- Erste urkundliche Erwähnung finden außerdem die Orte Blankenau, Bredenbek, Breitenstein, Dörflingen, Dornwang, Eibach (Hilpoltstein), Eibach (Nürnberg), Hambach, Kiesdorf auf dem Eigen, Labach, Leckringhausen, Lichtenhagen, Lindenfurterhof, Marbach (Striegistal), Mischelbach, Möhrsdorf, Niederblecher, Olbersleben, Raduhn, Reimenrod, Saalau, Schillerslage, Schmittlotheim, Schönau auf dem Eigen, Severin, Sillenbuch, Stahnsdorf, Verrenberg, Vierow, Wernau.
- Die vom Prager Burggrafen Gregor von Litowitz errichtete Burg Dražice nordöstlich von Benatek wird erstmals urkundlich erwähnt.

### Kultur
- 28. Februar: Das japanische Zeitalter Bun’ei beginnt.

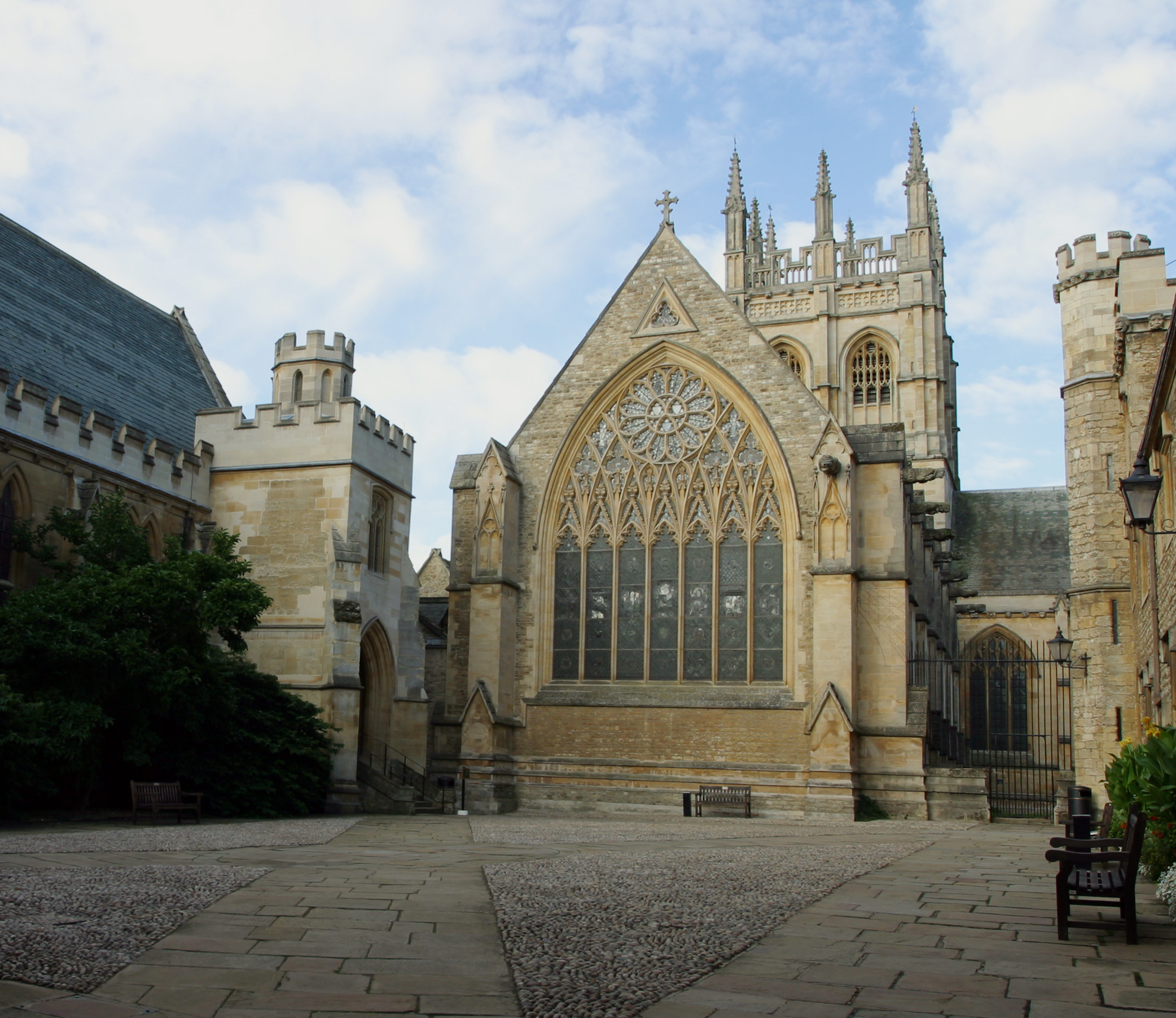
Merton College in Oxford

- Walter of Merton gründet das Merton College an der Universität Oxford.
- um 1264: Jacobus de Voragine verfasst die Legenda aurea, eine Sammlung von Heiligenviten.

### Religion
- 11. August: Mit der Bulle Transiturus de hoc mundo erhebt Papst Urban IV. die Fronleichnamsfeier zu einem offiziellen kirchlichen Fest zur Verherrlichung der Eucharistie. Auslöser dieser Entscheidung ist das „Blutwunder von Bolsena“, das von ihm im Vorjahr als echtes Wunder anerkannt worden ist. Aus diesem Anlass verfasst Thomas von Aquin fünf Hymnen, Pange lingua,  Sacris solemniis, Adoro te devote, Verbum supernum prodiens und die Sequenz Lauda Sion.

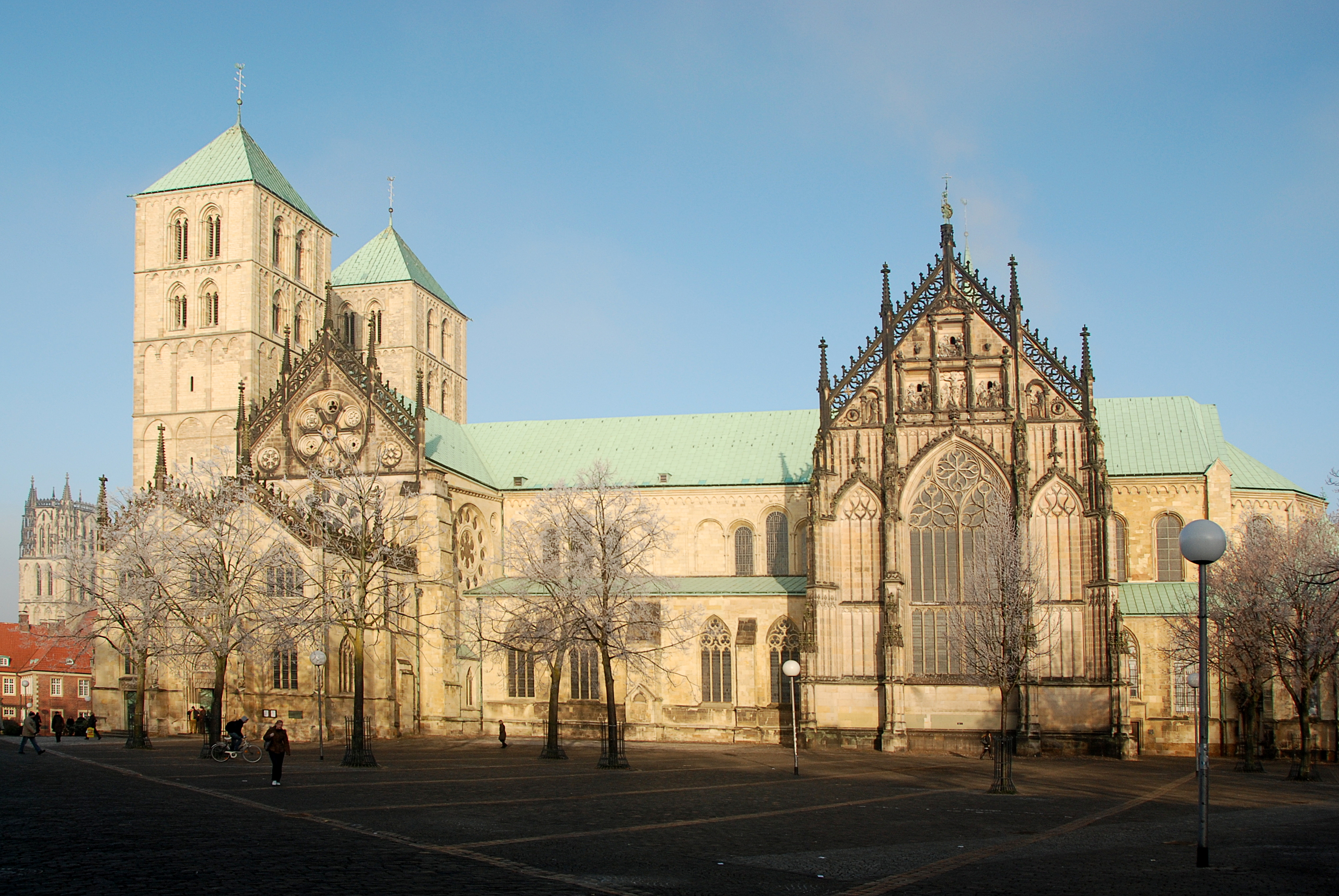
St.-Paulus-Dom vom Domplatz aus

- 30. September: Nach mehr als 40-jähriger Bauzeit weiht Bischof Gerhard von der Mark den in gotischem Stil errichteten dritten St.-Paulus-Dom in Münster.
- 02. Oktober: Papst Urban IV., der während seiner gesamten Amtszeit Rom nie betreten hat, stirbt nach rund dreijährigem Pontifikat in Perugia. Bis Ende des Jahres wird kein neuer Papst gewählt.
- Der Orden der Augustinerinnen, der den Augustiner-Eremiten untersteht, wird gegründet.
- Johann von Vercelli wird sechster Ordensmeister der Dominikaner.

### Natur und Umwelt
- zwischen 14. Juli und 2. Oktober: Der Große Komet C/1264 N1 ist in Europa und China mit bloßem Auge sichtbar.

## Geboren
- 26. Mai: Koreyasu, Shōgun des Kamakura-Shōgunates in Japan († 1326)
- 21. November: Keizan Jōkin, japanischer Mönch, einer der Gründer der zen-buddhistischen Sōtō-shū († 1325)
- Alexander, schottischer Thronfolger († 1284)
- Ludwig von Frankreich, Abkömmling der Kapetinger, französischer Thronfolger († 1276)

### Genaues Geburtsdatum unbekannt
- Juni 1264 oder 1269: Eleonore von England, Gräfin von Bar († 1298)

## Gestorben

### Todesdatum gesichert
- 09. Februar: Albert von Stade, Bremer Domherr und Geschichtsschreiber, Prior bzw. Abt des Klosters Sankt Marien in Stade
- 16. Februar: Azzo VII. d’Este, Markgraf von Ferrara (* 1205)
- 03. April: William Button, Bischof von Bath und Wells
- 08. April: Simon I., Graf der vorderen Grafschaft Sponheim (* 1210/1215)
- 25. April: Roger de Quincy, englisch-schottischer Magnat (* um 1195)
- 17. Mai: Wartislaw III., Herzog von Pommern (* um 1210)
- 01. August: Johann I., Fürst von Mecklenburg (* um 1211)
- 02. Oktober: Jacques Pantaléon, unter dem Namen Urban IV. Papst (* vor 1200)

### Genaues Todesdatum unbekannt
- Frühjahr: Hugo l’Aleman, Herr von Caesarea
- April/Mai: Robert de Vieuxpont, englischer Adliger und Rebell
- Andrei II., Großfürst von Wladimir
- Daniel, Fürst von Halytsch-Wolodymyr und Wolhynien, Großfürst von Kiew sowie König der Rus (* 1201)
- Isabella von Zypern, Regentin von Jerusalem (* um 1210)
- Johann II., Herr von Beirut (* um 1230)
- Konrad I., Herr von Frankenstein und vermutlicher Erbauer der Burg Frankenstein
- Otto von Mörnstein, Bischof von Chiemsee und erwählter Bischof von Lavant
- Song Lizong, chinesischer Kaiser der Song-Dynastie (* 1205)
- Meinhard Tröstel, österreichischer Ministeriale (* nach 1200)

### Gestorben um 1264
- Vinzenz von Beauvais, französischer Gelehrter, Pädagoge, Dominikaner und Enzyklopädist (* um 1190)